# Javols
Javols est une ancienne commune française, située dans le département de la Lozère en région Occitanie. Elle fait actuellement partie de la nouvelle commune de Peyre-en-Aubrac créée en 2017. 
Javols est l'héritière de l'ancienne capitale du peuple gaulois des Gabales. 
Ses habitants sont appelés les Javolais.

## Géographie

### Communes limitrophes
|                                 | Rimeize                                  | Fontans          |
| Aumont-Aubrac (Peyre en Aubrac) | Javols                                   | Serverette       |
|                                 | Saint-Sauveur-de-Peyre (Peyre en Aubrac) | Lachamp-Ribennes |

## Urbanisme

### Les hameaux de la commune
| - Aubigeyrettes - Baraque (la) - Barry (le) - Bel Air - Belle Vue Le Pont - Besseyres - Bessils - Bessière (La) - Bois du Mont (le) - Brunels (les) - Chabannes - Cheylaret (Le) - Civeyrac - Combe (la) | - Combettes (Les) - Cros (Le) - Deves (le) - Goutal (le) - Hermet (L') - Lescurette - Longuessagne - Mas (le) - Mas neuf (Le) - Mas Astruc (Le) - Mazet (le) - Montenchos (le) - Montet (Le) - Moulins de Longuessagne (les) | - Orbagnac - Oustal Neuf (L') - Plaisance - Prat-long - Réal (le) - Regimbal (Le) - Rivières de Volpillac (les) - Sagnette (la) - Salhens (les) - Tiracols - Tuzet (le) - Valat (le) - Volpillac |

## Toponymie
Javols  s'est appelée autrefois Anderitum (forme latinisée), du gaulois ande-, particule intensive, et rito ("gué"). C'était la capitale de la tribu gauloise des Gabales. Ils ont donné leur nom à Javols et à son pays, le Gévaudan ("Gabalitanus pagus"). Le nom d'Anderitum signifie « le grand gué ».
C'est à la fin de l'Antiquité que le nom de la ville « ad Gabalos » apparaît (prononcé plus tard Jàbouls en langue d'oc), ce qui indique que la ville était toujours la capitale des Gabales. Ce phénomène est assez fréquent en Gaule romaine.

## Histoire

### Période romaine

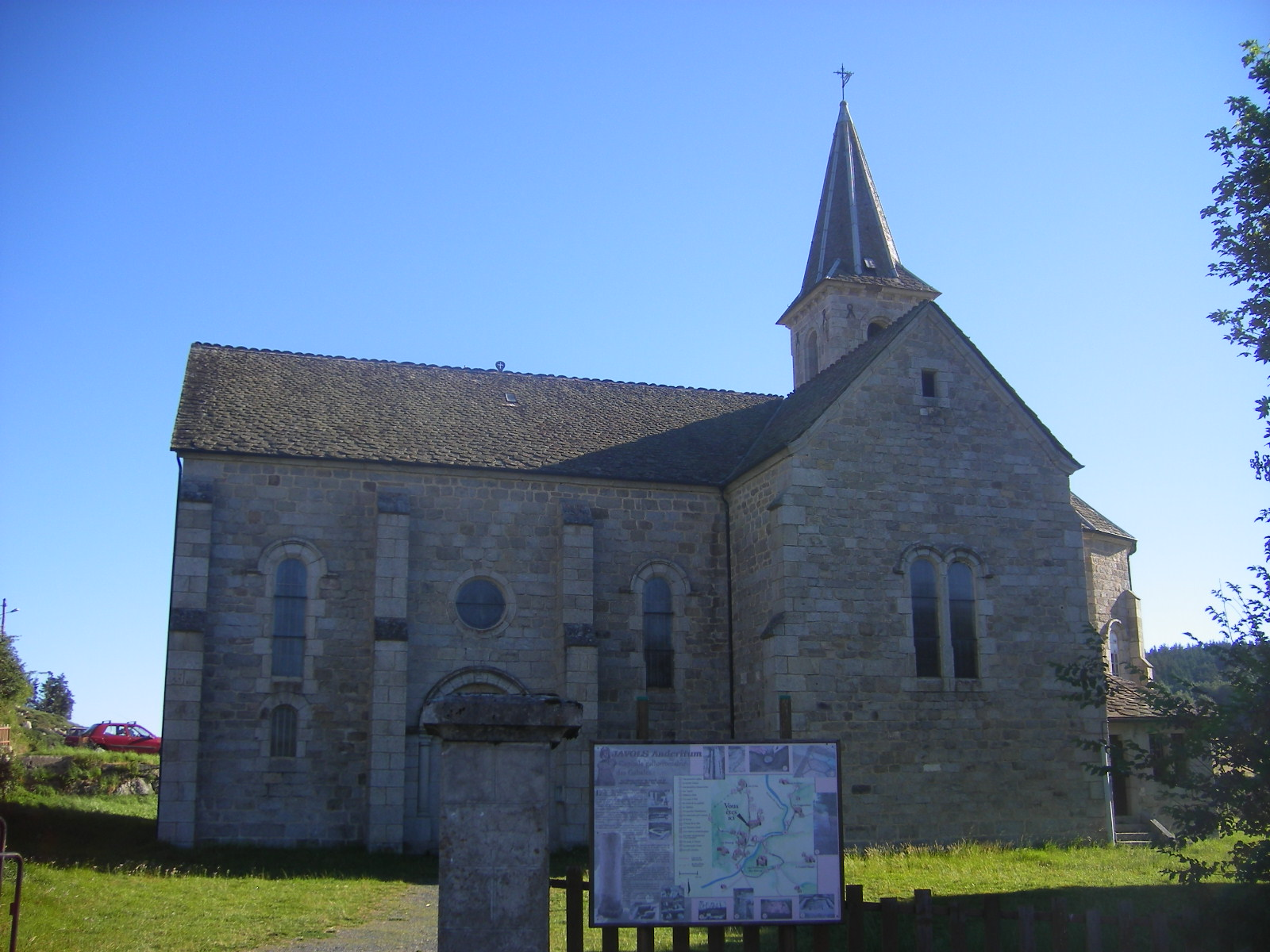
L'église et le panneau informatif sur les fouilles.

Anderitum était, à l'époque romaine, une étape de la voie romaine (cf. la table de Peutinger), qui se dirigeait vers Segodunum (aujourd'hui Rodez) à travers l'Aubrac, en passant par la station romaine dite Ad Silanum et par Saint-Côme-d'Olt. Anderitum, chef-lieu des Gabales, a pu atteindre quelques milliers d'habitants (Javols comptait, au début du XXe siècle, un millier d'habitants).
Si les invasions du IIIe siècle ne semblent pas avoir détruit la ville, l'occupation se détourne de la partie centrale. Cette zone, bâtie et explorée par les fouilles jusqu'en 2010, est progressivement abandonnée, transformée en pâtures. En revanche, les quartiers d'habitation périphériques témoignent, quant à eux, tout comme le système de rues, d'une occupation continue et de la permanence du centre de pouvoir dans la ville des Gabales, ad Gabalos, au moins jusqu'au Ve siècle.

### Haut Moyen Âge
Entre les destructions et les incendies, Javols s'est peu à peu dépeuplé. Pendant ce temps, Mende se développe autour du tombeau de saint Privat, et Banassac avec ses ateliers monétaires. Si Javols a pu éventuellement accueillir l'évêché du Gévaudan, il est presque sûr que pendant le haut Moyen Âge celui-ci se trouvait dans l'une des deux villes précitées. Ce siège épiscopal apportera par la suite beaucoup de richesses à Mende, aux dépens notamment de Javols, dont on a alors oublié que c'était la capitale du Gévaudan.

### Depuis leXIXesiècle

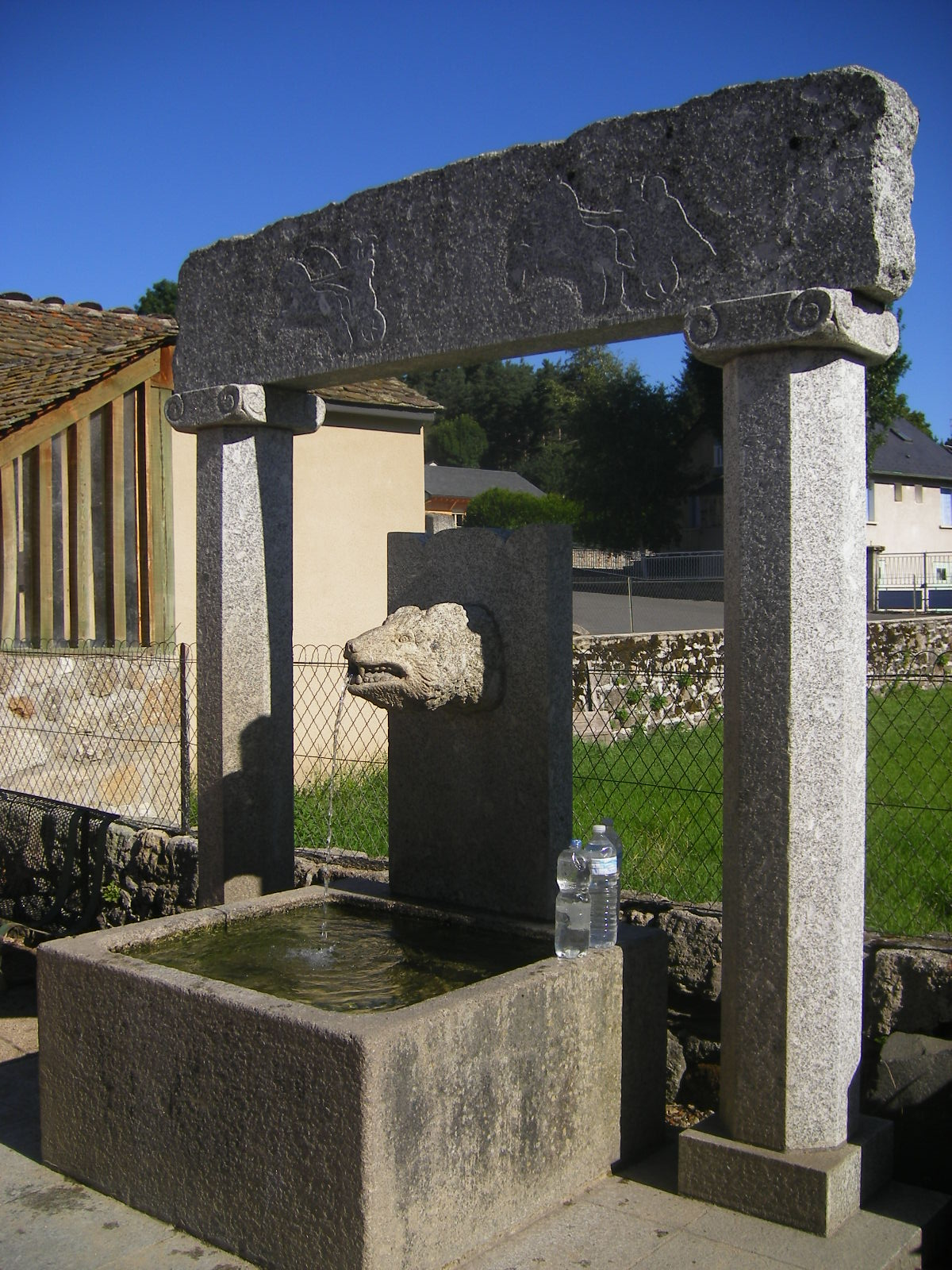
Une fontaine.

Des fouilles archéologiques débutent en 1828 et, jusque dans les années 1950-1960, ce sont des érudits locaux qui dirigent les fouilles sur le site de Javols.
De 1969 à 1978, l’abbé Pierre Peyre, chargé de recherches au CNRS, dirige plusieurs campagnes de fouilles qui permettent de mettre au jour un quartier d'habitations entre l'église et le cimetière. Il fait inscrire la parcelle "las Pessos", sur laquelle se trouvent ces vestiges, au titre des Monuments historiques, constituant une réserve archéologique dans le périmètre de laquelle le site est protégé.
Lui et son équipe font aussi la découverte de la statue de Silvain Sucellus en 1969. La statue est en grès rouge, provenant sans doute de la commune du Rouget, à une dizaine de kilomètres de Javols.
De 1996 à 2004, sous la direction d'Alain Ferdière, les fouilles reprennent afin d'évaluer le potentiel du site : délimiter les différents quartiers, comprendre l'organisation de la ville, trouver les limites de la ville, etc. Depuis 2005, un programme pluriannuel de fouilles, dirigé par Alain Trintignac, archéologue au département de la Lozère, met au jour une maison de 650 m2 au sol ; une synthèse des recherches a été publiée en 2011. Non seulement les sondages d'évaluation du site continuent mais un grand sondage (environ 400 m2) a été ouvert sur le terrain de l'État (Las Pessos Nord), avec pour objectif une compréhension approfondie du cœur monumental de la ville (notamment des terres noires qui recouvrent les vestiges et qui montrent une reprise agraire à partir du Bas Empire).

## Politique et administration

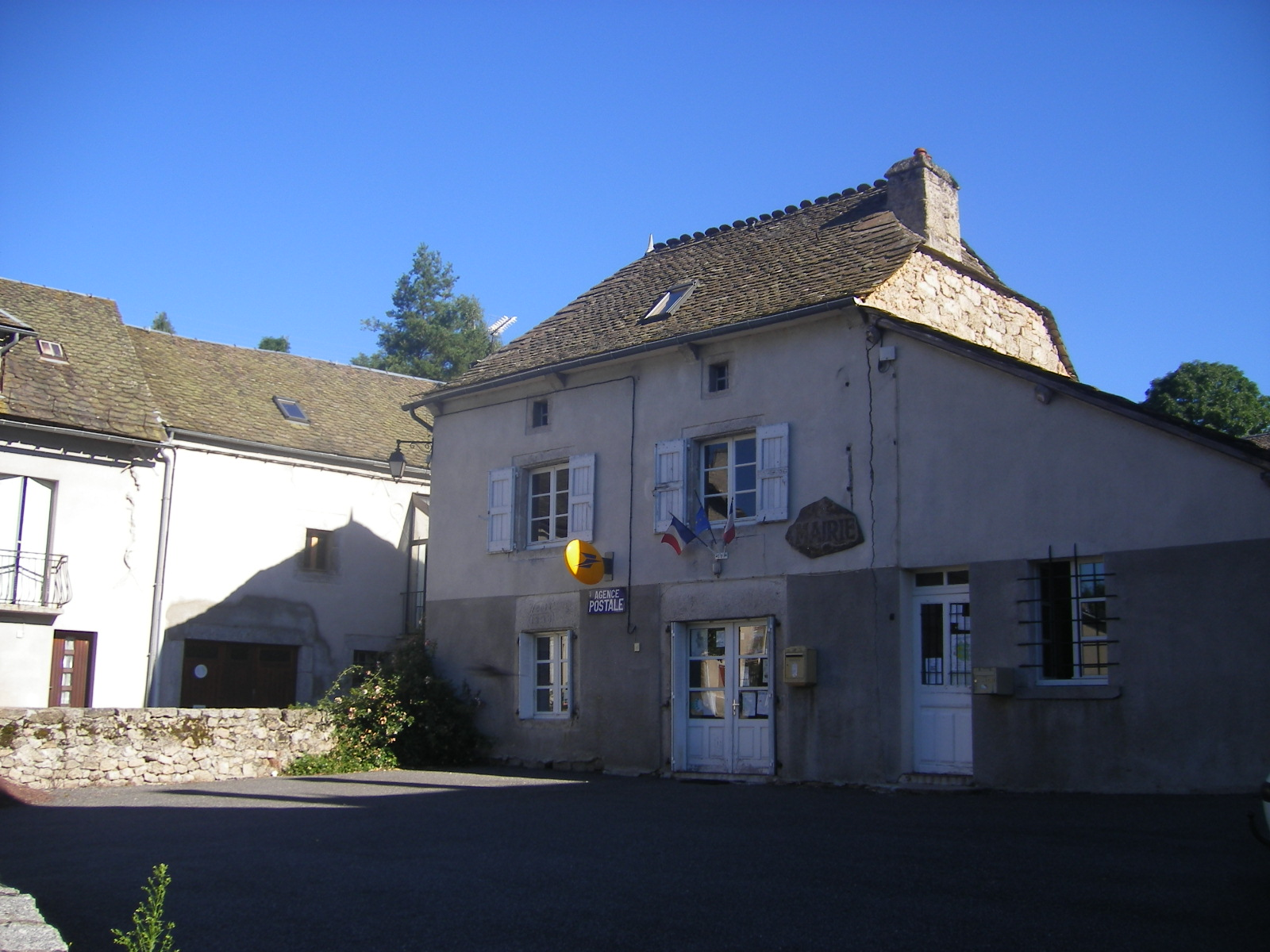
L'ancienne mairie de Javols.

### Liste des maires
| Période      | Période  | Identité              | Étiquette | Qualité |
| ------------ | -------- | --------------------- | --------- | ------- |
| janvier 2017 | En cours | Christian Malavieille |           |         |

| Période | Période | Identité                            | Étiquette | Qualité |
| ------- | ------- | ----------------------------------- | --------- | ------- |
| 1796    | 1818    | Victor Blanquet                     |           |         |
| 1818    | 1830    | J.B. Gachon                         |           |         |
| 1830    | 1835    | Claude Portal                       |           |         |
| 1835    | 1843    | Jean-Joseph Portal                  |           |         |
| 1843    | 1875    | Gaston-Flavien Blanquet de Rouville |           |         |
| 1875    | 1878    | Camille Blanquet                    |           |         |
| 1878    | 1892    | J.B. Portal                         |           |         |
| 1892    | 1893    | Alexandre de Tubœuf                 |           |         |
| 1893    | 1905    | J.B. Léon Tichit                    |           |         |
| 1906    | 1919    | Ernest Boulet                       |           |         |
| 1919    | 1929    | Prosper Deloustal                   |           |         |
| 1929    | 1935    | Augustin-Joseph d’Alteroche         |           |         |
| 1935    | 1945    | Jean Blanquet de Rouville           |           |         |
| 1945    | 1947    | Charles Gibelin                     |           |         |
| 1947    | 1953    | Jean Blanquet de Rouville           |           |         |
| 1953    | 1959    | Gaston Blanquet de Rouville         |           |         |
| 1959    | 1989    | Jean Ramadier                       |           |         |
| 1989    | 1995    | Jacques d'Alteroche                 |           |         |
| 1995    | 2008    | Gilbert Tichit                      |           |         |
| 2008    | 2016    | Christian Malavieille               |           |         |

### Intercommunalité
Depuis le 1er janvier 2017, Javols est devenu un village de la commune nouvelle de Peyre-en-Aubrac, qui fait partie de la communauté de communes des Hautes Terres de l'Aubrac et qui en est le siège.

### Découpage administratif
Peyre en Aubrac fait partie du canton d'Aumont-Aubrac, dont elle est le bureau centralisateur.

## Population et société

### Démographie
L'évolution du nombre d'habitants est connue à travers les recensements de la population effectués dans la commune depuis 1793. À partir du 1er janvier 2009, les populations légales des communes sont publiées annuellement dans le cadre d'un recensement qui repose désormais sur une collecte d'information annuelle, concernant successivement tous les territoires communaux au cours d'une période de cinq ans. 
Pour les communes de moins de 10 000 habitants, une enquête de recensement portant sur toute la population est réalisée tous les cinq ans, les populations légales des années intermédiaires étant quant à elles estimées par interpolation ou extrapolation. Pour la commune, le premier recensement exhaustif entrant dans le cadre du nouveau dispositif a été réalisé en 2004,.
En 2014, la commune comptait 328 habitants, en évolution de +0,92 % par rapport à 2009 (Lozère : −1,04 %, France hors Mayotte : +2,49 %).
| 1793  | 1800 | 1806  | 1821  | 1831  | 1836  | 1841  | 1846  | 1851 |
| ----- | ---- | ----- | ----- | ----- | ----- | ----- | ----- | ---- |
| 1 100 | 840  | 1 112 | 1 018 | 1 169 | 1 054 | 1 008 | 1 017 | 989  |

| 1856  | 1861 | 1866  | 1872  | 1876  | 1881  | 1886  | 1891  | 1896  |
| ----- | ---- | ----- | ----- | ----- | ----- | ----- | ----- | ----- |
| 1 102 | 986  | 1 003 | 1 008 | 1 025 | 1 102 | 1 141 | 1 154 | 1 103 |

| 1901  | 1906  | 1911  | 1921 | 1926 | 1931 | 1936 | 1946 | 1954 |
| ----- | ----- | ----- | ---- | ---- | ---- | ---- | ---- | ---- |
| 1 150 | 1 036 | 1 030 | 947  | 884  | 957  | 771  | 683  | 511  |

| 1962 | 1968 | 1975 | 1982 | 1990 | 1999 | 2004 | 2009 | 2014 |
| ---- | ---- | ---- | ---- | ---- | ---- | ---- | ---- | ---- |
| 524  | 446  | 431  | 289  | 240  | 276  | 313  | 325  | 328  |

### Manifestations et festivités
Fête votive du 15 août
À l'origine, cette fête était organisée par les sœurs de Javols. Il s'agissait d'une kermesse qui avait lieu autour de l'église.
À présent, c'est le comité des fêtes qui l'organise : jeux sur la place du village, tombola, danses folkloriques, jeux inter-bourgs, concours de pétanque, repas aligot-saucisses (le soir), feu d'artifice et bal.
Les Gabalades, en août
Les Gabalades ont été créées en 2008. Cette manifestation biannuelle a pour but de faire découvrir des artisans spécialisés en archéologie expérimentale, comme par exemple : un verrier, un bronzier, une fileuse de perles en verre, un fabricant de lampes à huile, des potiers, une tailleur de pierre, un tablettier, un cordonnier et une tisserande…

## Culture locale et patrimoine

### Lieux et monuments

#### Fouilles archéologiques
Des explorations ont été menées sur les 40 ha de la ville. Les emplacements majeurs ont été localisés dans la partie basse, sur les parcelles publiques. Un centre monumental à la romaine (forum, thermes, bâtiments publics) a été révélé, conservé enfoui par les sédiments après son abandon.
- Piscine des thermes occidentaux toujours visible devant l'église.
- Aménagements de berges le long de la rivière et toujours visibles, sur un terrain privé.
- Emplacement du théâtre dont la cavea est suivie par la route.
- Parcelle communale autour de l'église, protégée au titre des Monuments Historiques, celle transférée en 2010 à la Région Occitanie ; la parcelle mitoyenne appartient au département de la Lozère.

#### Bâtiments et lieux remarquables
- Anciens moulins : du Bois du Mont, de Prat Long et moulin en contrebas de la ferme du Pont.
- Architecture civile : château du Barry, château du Bois du Mont, ferme du Pont.
- Église consacrée en 1895. L'église médiévale a été démontée et son emplacement se trouve actuellement sous la fontaine de la place. L'église primitive était mentionnée dans le testament d'Aldebert II, évêque de Mende, en 1109. Un plan napoléonien localise son emplacement.
- Rocher de Lou Cougobre.
- Roc de l'Hermet (chaos granitique).
- Maison familiale rurale (école forestière).

#### Musée

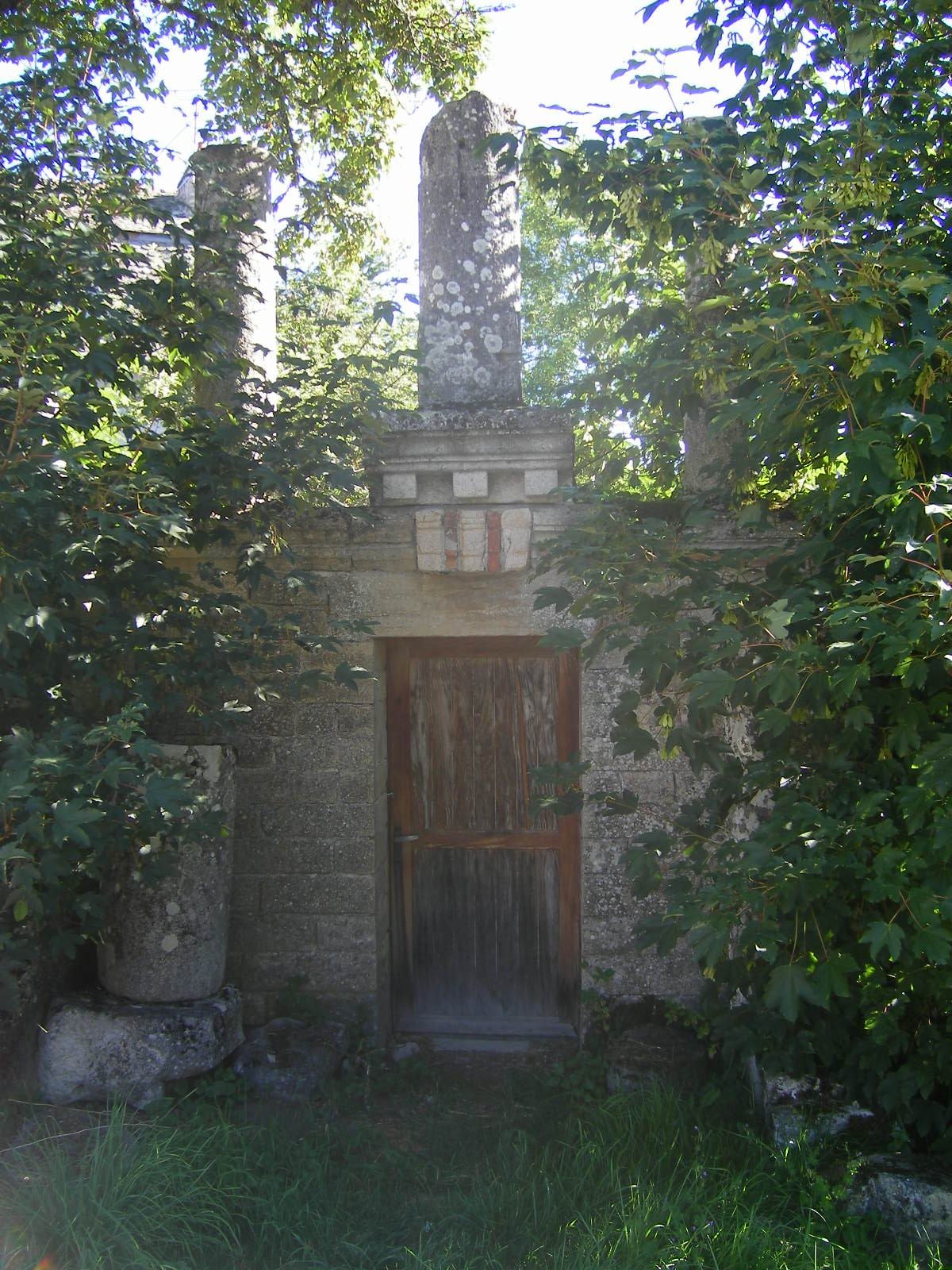
Le petit musée

Un musée de site présente sur deux niveaux les découvertes des deux cents ans de fouilles. 

### Personnalités liées à la commune
- Saint Louvent (VIe siècle), abbé du monastère de Saint Privat en Gévaudan.
- Thomas Bluget de Valdenuit (1763-1846), préfet de la Lozère, contribua aux fouilles d'Anderitum.
- Jean-Antoine Trocellier (1888-1958), évêque titulaire d'Adramytte puis évêque de Mackenzie dans les Territoires du Nord-Ouest, dans le Grand-nord canadien.

### Héraldique
| Javols | Les armes de Javols se blasonnent ainsi : Écartelé, au 1 et 4 de gueules au tonneau d'or, au 2 et 3 d'azur à l'amphore d'or ; sur le tout d'argent à l'aigle de sable, qui est de Peyre. L'écu est timbré d'une couronne murale à quatre tours d'or et soutenu de la devise Gabalorum fidelitas sur listel aussi d'or. Elles ont été conçues par Michel Thuault et officialisées le 24 avril 2010. |